# Кичик-Алай (Араванский район)
Кичик-Алай (кирг. Кичик-Алай) — село в Араванском районе Ошской области Кыргызстана. Входит в состав Керме-Тооского айылного аймака.

## География
Село расположено в западной части области, в высокогорной зоне, на левом берегу реки Кичик-Алай, на расстоянии приблизительно 62 километров (по прямой) к юго-востоку от села Араван, административного центра района. Абсолютная высота — 1847 метров над уровнем моря.

## Население
Согласно оценочным данным Национального статистического комитета Кыргызской Республики, численность населения села на начало 2023 года составляла 679 человек.
| год     | 2009 | 2014 | 2015 | 2020 | 2021 | 2023 |
| ------- | ---- | ---- | ---- | ---- | ---- | ---- |
| человек | 455  | 546  | 590  | 603  | 621  | 679  |